# 30488 Steinlechner
30488 Steinlechner este un asteroid din centura principală de asteroizi.

## Descriere
30488 Steinlechner este un asteroid din centura principală de asteroizi. A fost descoperit pe 24 august 2000 la Socorro, New Mexico, în cadrul proiectului LINEAR. Asteroidul prezintă o orbită caracterizată de o semiaxă mare de 2,95 ua, o excentricitate de 0,11 și o înclinație de 2,3° în raport cu ecliptica.